# نیو اردر
نیو اردر (به انگلیسی: New Order) یک گروه راک انگلیسی است که در سال ۱۹۸۰ تشکیل شد. این گروه در پی خودکشی ایان کرتیس، خوانندهٔ گروه جوی دیویژن به وسیلهٔ اعضای باقی‌ماندهٔ آن گروه و افزوده‌شدن یک نوازندهٔ کیبورد به نام گیلیان گیلبرت شکل گرفت.
با ترکیب موج نو و موسیقی الکترونیک، نیو اردر به یکی از تحسین‌شده‌ترین گروه‌ها به وسیلهٔ منتقدان و یکی از تأثیرگذارترین گروه‌های دههٔ ۱۹۸۰ تبدیل شد. هرچند سال‌های آغازین فعّالیّت این گروه بسیار مشابه گروه جوی دیویژن بود، امّا در اوایل دههٔ ۱۹۸۰ میلادی با رایج‌شدن موسیقی رقص در نیویورک، آشنایی آن‌ها با این سبک موسیقی افزایش یافت و برای آن‌ها این امکان به وجود آمد که از برخی عناصر موسیقی رقص در آثار خود بهره ببرند.